# Monumento a Rubén Darío (Málaga)

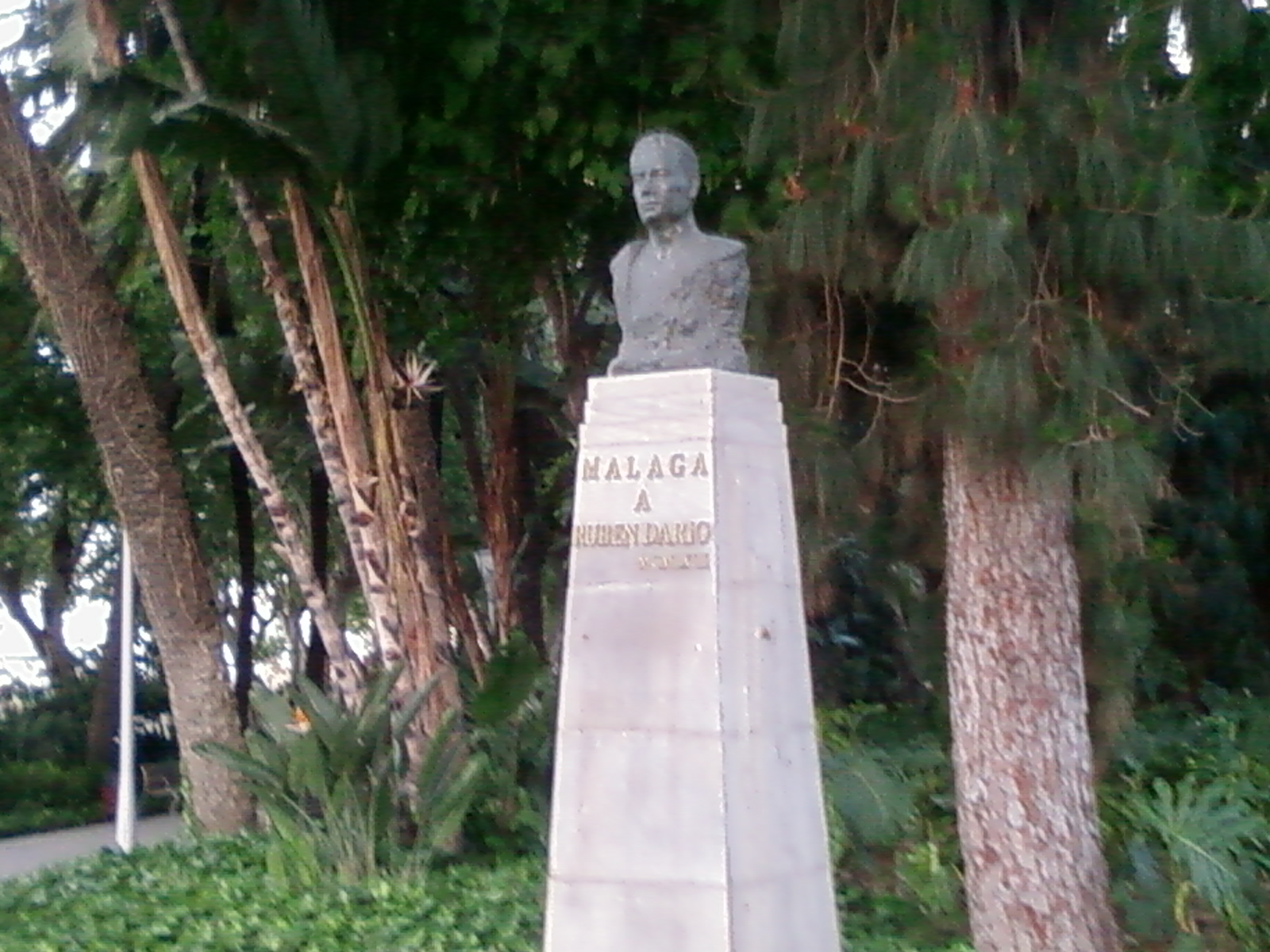
Busto en el Parque de Málaga.

El monumento a Rubén Darío es un busto de bronce situado sobre un pedestal de piedra en la ciudad española de Málaga.
Su autor es José Planes, fue inaugurado en 1963 y homenajea al poeta nicaragüense Rubén Darío.
Se sitúa en el extremo oriental del Parque de Málaga en la Plaza del General Torrijos (Fuente de Las Tres Gracias), frente al Hospital Noble de La Malagueta y entre el Paseo de La Farola, el Paseo de Los Curas y el Muelle de Guadiaro del Puerto de Málaga.